# Passage Albert Van den Berg
Le passage Albert Van den Berg est une voie liégeoise du quartier du Laveu qui va de la rue du Laveu à la place Henri Simon. Une grande partie de la voirie est constituée d'un escalier.

## Situation et description
Cette rue mesurant environ 75 m est principalement constituée d'un escalier de 93 marches aboutissant à la place Henri Simon. La rue ne possède pas d'immeubles.

## Odonymie
Cette voie rend hommage à Albert Van den Berg, né à Liège le 10 mai 1890, docteur en droit, licencié en notariat et avocat à la cour d'appel de Liège et résistant durant la Seconde Guerre mondiale. Arrêté par la Gestapo en 1943, il mourut en captivité, en 1945 au camp de concentration de Neuengamme près de Hambourg. Il a été reconnu Juste parmi les Nations.

## Stèle commémorative
Une stèle placée au pied de l'escalier rappelle l'implication d'Albert Van den Berg durant la Seconde Guerre mondiale où il contribua à sauver environ 400 enfants juifs de la déportation. Cette stèle sculptée par Halinka Jakubowska a été inaugurée en 2010. Elle représente des étoiles de David dont certaines sont effacées, car tout le monde n’a pas survécu. On peut aussi y lire le texte suivant : Qui sauve une vie sauve l'univers tout entier. Le peuple juif reconnaissant. Albert Van den Berg, Juste parmi les Nations, mort en déportation (1890-1945). Le réseau qu’il créa avec son beau-frère Georges Fonsny a sauvé 400 enfants juifs condamnés à mort par la barbarie nazie .

## Voies adjacentes
- Rue Comhaire
- Rue du Laveu
- Place Henri Simon